# Острорылый хвостокол
Острорылый хвостокол (Dasyatis zugei  (лат.)) — вид рода хвостоколов из семейства хвостоко́ловых отряда хвостоколообразных надотряда скатов. Они обитают в тропических водах восточной части Индийского океана и в северо-западной и западной частях Тихого океана. Встречаются на глубине до 100 м. Максимальная зарегистрированная ширина диска 29 см. Грудные плавники этих скатов срастаются с головой, образуя ромбовидный диск. Рыло вытянутое и заострённое. Хвост длиннее диска. Позади шипа на хвостовом стебле имеются нижний и верхний кожные кили. Окраска дорсальной поверхности диска тёмно-шоколадного цвета. Подобно прочим хвостоколообразным острорылые хвостоколы размножаются яйцеживорождением. Эмбрионы развиваются в утробе матери, питаясь желтком и гистотрофом. В помёте 1—3 новорожденных. Рацион состоит из мелких ракообразных и рыб. Не являются объектом целевого промысла, однако попадаются в качестве прилова. Мясо используют в пищу.

## Таксономия и филогенез
Впервые новый вид был научно описан в 1841 году немецкими биологами Иоганном Мюллером и Фридрихом Генле как Trygon zugei . Последующие авторы признали род Trygon синонимом рода Dasyatis. Видовой эпитет происходит от японского названия этого хвостокола яп. ズグエイ. Ранее острорылых хвостоколов путали с Dasyatis acutirostra, однако эти виды отличаются (у Dasyatis acutirostra большие глаза, отсутствует или почти незаметна дорсальная складка на хвосте, крупнее радиальные лучи грудных и брюшных плавников и большее количество витков спирального клапана). В 1988 году было опубликовано исследование,.
подтверждающее эти различия, и был назначен новый лектотип вида острорылых хвостоколов.
В 2001 году был опубликован филогенетический анализ 14 видов хвостоколов, основанный на морфологии. В нём острорылые хвостоколы, Dasyatis margaritella и Himantura gerrardi были признаны близкородственными видами, образующими кладу с и гладким скатом-бабочкой, как корневыми видами. Эти данные укрепляют мнение, что ни род хвостоколов ни род хвостоколов-гимантур не является монофилетическим.

## Ареал и места обитания
Острорылые хвостоколы широко распространены по всему Индийскому океану вплоть до западной части Тихого океана. Они обитают у побережья Бангладеш, Камбоджи, Китая, Индии, Индонезии, Малайзии, Мьянмы, Филиппин, Шри-Ланки, Тайваня, Таиланда и Вьетнама. Эти скаты встречаются на континентальном шельфе на глубине до 100 м. Зачастую они заплывают в эстуарии рек. Предпочитают песчаное дно.

## Описание
Грудные плавники этих скатов срастаются с головой, образуя ромбовидный плоский диск, ширина которого превосходит длину, с закруглёнными плавниками («крыльями»). Передний край сильно вытянут и образует треугольное заострённое рыло. Позади мелких глаз расположены брызгальца, которые превышают их по размеру. На вентральной поверхности диска расположены 5 жаберных щелей, рот и ноздри. Между ноздрями пролегает лоскут кожи с бахромчатым нижним краем. Рот изогнут в виде дуги, отростки на дне ротовой полости отсутствуют. Зубы выстроены в шахматном порядке и образуют плоскую поверхность. В отличие от самок и неполовозрелых особей зубы самцов заострены. Во рту по 40—55 зубных рядов на верхней и нижней челюсти.
Брюшные плавники имеют треугольную форму. Кнутовидный хвост намного длиннее диска. Как и у других хвостоколов на дорсальной поверхности в центральной части хвостового стебля расположен зазубренный шип,соединённый протоками с ядовитой железой. Иногда у скатов бывает 2 шипа. Периодически шип обламывается и на их месте вырастает новый. Позади шипа на хвостовом стебле расположены вентральная и дорсальная кожные складки. Кожа молодых скатов лишена чешуи. У взрослых особей перед шипом имеются 5—6 бляшек. Окраска дорсальной поверхности диска ровного шоколадно-коричневого цвета. Вентральная поверхность диска белая с тёмной каймой по краю. Максимальная зарегистрированная длина 75 см, а ширина диска 29 см, тогда как в среднем диск не шире 18—24 см.

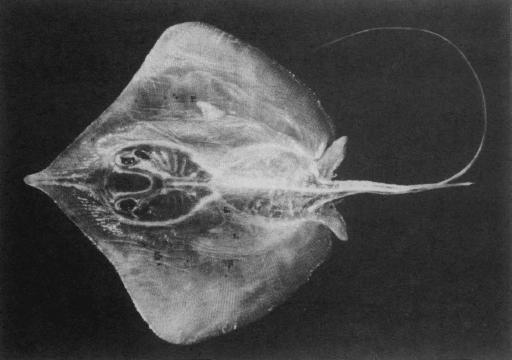

## Биология
Подобно прочим хвостоколообразным острорылые хвостоколы относятся к яйцеживородящим рыбам. Эмбрионы развиваются в утробе матери, питаясь желтком и гистотрофом. В помёте 1—3 новорожденных шириной 8—10 см в поперечнике диска. Самцы и самки достигают половой зрелости при ширине диска 18 и 19 см соответственно. Рацион этих скатов состоит в основном из донных ракообразных, а также мелких рыб. На острорылых хвостоколах паразитируют ленточные черви Acanthobothrium zugeinensis, Balanobothrium yamagutii, Pithophorus zugeii, Polypocephalus ratnagiriensis и P. visakhapatnamensis, Rhinebothrium xiamenensis, Shindeiobothrium karbharae, Tetragonocephalum raoi, Tylocephalum singhii и Uncibilocularis indiana и U. veravalensis и моногенеи Trimusculotrema schwartzi.

## Взаимодействие с человеком
Острорылые хвостоколы из-за небольшого размера не являются объектом целевого лова, однако они в большом количестве попадаются в качестве прилова при коммерческом промысле в Сиамском заливе, Яванском море и у побережья Индии. Мясо употребляют в пищу. Международный союз охраны природы присвоил этому виду статус сохранности «Близкий к уязвимому положению», хотя он приближается к статусу «Уязвимый».